# Caragana
Caragana Fabr. è un genere di piante della famiglia delle Fabacee o Leguminose che comprende circa 90 specie.

## Descrizione
Sono piante alte da sei a otto metri.

## Distribuzione e habitat
Le specie di questo genere sono originarie dei territori compresi fra l'Europa orientale (Bulgaria, Ucraina, Georgia, Russia europea) e l'Asia temperata (Russia asiatica sino alla Siberia orientale, Turchia, Armenia, Azerbaigian, Turkmenistan, Kazakistan, Tagikistan, Uzbekistan, Kirghizistan, Iran, Afghanistan, Pakistan, Nepal, Tibet, Manciuria, Mongolia, Cina e Corea).

## Tassonomia
Il genere comprende le seguenti specie:
- Caragana acanthophylla Kom.
- Caragana aegacanthoides (R.Parker) L.B.Chaudhary & S.K.Srivast.
- Caragana afghanica Kitam.
- Caragana alaica Pojark.
- Caragana alaschanica Grubov
- Caragana aliensis Y.Z. Zhao
- Caragana alpina Y.X.Liou
- Caragana ambigua Stocks
- Caragana angustissima (C.K.Schneid.) Y.Z.Zhao
- Caragana arborescens Lam.
- Caragana aurantiaca Koehne
- Caragana balchaschensis (Kom.) Pojark.
- Caragana beefensis S.N.Biswas
- Caragana bicolor Kom.
- Caragana boisii C.K.Schneid.
- Caragana bongardiana (Fisch. & C.A.Mey.) Pojark.
- Caragana brachypoda Pojark.
- Caragana brevicalyx Pamp.
- Caragana brevifolia Kom.
- Caragana brevispina Benth.
- Caragana bungei Ledeb.
- Caragana buriatica Peschkova
- Caragana camilli-schneideri Kom.
- Caragana campanulata Vassilcz.
- Caragana changduensis Y.X.Liou
- Caragana chinghaiensis Y.X.Liou
- Caragana cinerea (Kom.) N.S.Pavlova
- Caragana conferta Baker
- Caragana crassipina C.Marquand
- Caragana cuneatoalata Y.X.Liou
- Caragana dasyphylla Pojark.
- Caragana decorticans Hemsl.
- Caragana densa Kom.
- Caragana erinacea Kom.
- Caragana franchetiana Kom.
- Caragana frutex (L.) K.Koch
- Caragana gerardiana Benth.
- Caragana gobica Sanchir
- Caragana grandiflora (M.Bieb.) DC.
- Caragana halodendron (Pall.) Dum.Cours.
- Caragana jubata (Pall.) Poir.
- Caragana junatovii Gorbunova
- Caragana kirghisorum Pojark.
- Caragana koreana Nakai
- Caragana korshinskii Kom.
- Caragana kozlowii Kom.
- Caragana laeta Kom.
- Caragana leiocalycina (Hub.-Mor.) Hub.-Mor.
- Caragana leucophloea Pojark.
- Caragana leucospina Kom.
- Caragana leveillei Kom.
- Caragana lidou L.Duan & Z.Y.Chang
- Caragana liouana Zhao Y.Chang & Yakovlev
- Caragana litwinowii Kom.
- Caragana maimanensis Rech.f.
- Caragana manshurica (Kom.) Kom.
- Caragana media Sanchir
- Caragana microphylla Lam.
- Caragana opulens Kom.
- Caragana oreophila W.W.Sm.
- Caragana pekinensis Kom.
- Caragana pleiophylla (Regel) Pojark.
- Caragana polourensis Franch.
- Caragana polyacantha Royle
- Caragana potaninii Kom.
- Caragana pruinosa Kom.
- Caragana przewalskii Pojark.
- Caragana pumila Pojark.
- Caragana purdomii Rehder
- Caragana pygmaea (L.) DC.
- Caragana qingheensis Zhao Y.Chang, L.R.Xu & F.C.Shi
- Caragana reticulata Rehder
- Caragana roborovskyi Kom.
- Caragana rosea Turcz. ex Maxim.
- Caragana scythica (Kom.) Pojark.
- Caragana shensiensis C.W.Chang
- Caragana shuidingensis Chang Y.Yang & N.Li
- Caragana sinica (Buc'hoz) Rehder
- Caragana soongorica Grubov
- Caragana spinifera Kom.
- Caragana spinosa (L.) DC.
- Caragana stenophylla Pojark.
- Caragana stipitata Kom.
- Caragana sukiensis C.K.Schneid.
- Caragana tangutica Kom.
- Caragana tekesiensis Y.Z. Zhao & D.W. Zhou
- Caragana tibetica Kom.
- Caragana tragacanthoides (Pall.) Poir.
- Caragana turkestanica Kom.
- Caragana ulicina Stocks
- Caragana ussuriensis (Regel) Pojark.
- Caragana versicolor Benth.
- Caragana zahlbruckneri R.C.Schneid.
- Caragana zaissanica Sanchir

## Usi

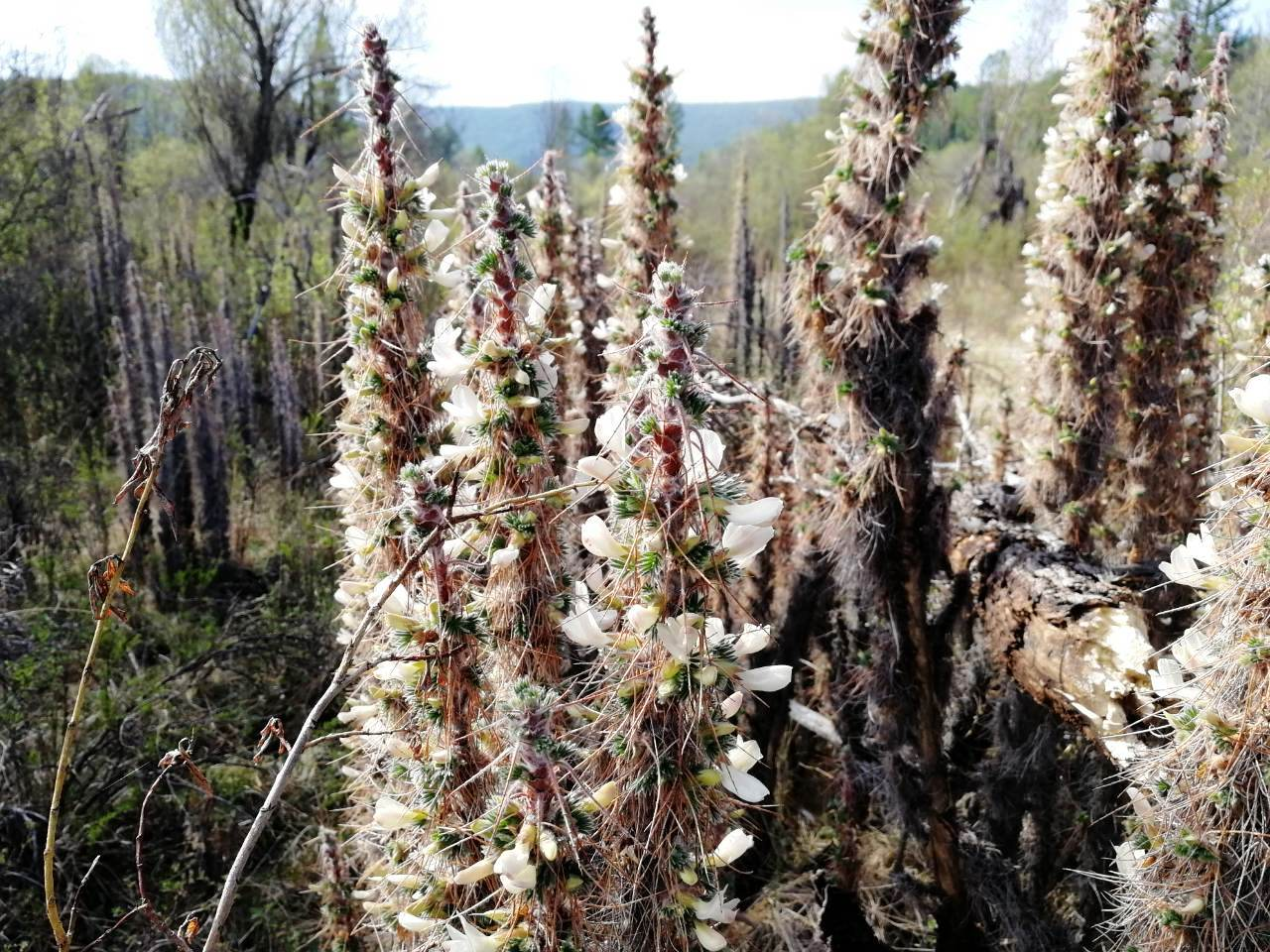
Caragana sp. in fioritura nel sud della Buriazia, Russia

C. arborescens, della flora siberiana, a piccoli legumi allungati e glabri, C. microphylla, C. aurantiaca, della flora della Manciuria e degli Altai, C. spinosa, siberiana e C. pygmaea dell'Asia centrale, sono le specie maggiormente diffuse che possono avere utilizzi antropici. Le loro foglie sono cibo eccellente per gli animali e specialmente per gli ovini, i loro semi sono mangiabili dagli uomini, la corteccia può essere usata per fare cordami e le sue radici, piene di zuccheri, sono particolarmente apprezzate dai maiali. In ambienti particolarmente severi dove queste piante si trovano, esse assumono quindi un importante ruolo di fonte di cibo sia per gli erbivori, domestici o selvatici, sia per l'uomo.